# Distribució normal envoltada
En la teoria de la probabilitat i l'estadística direccional, una distribució normal envoltada és una distribució de probabilitat envoltada que resulta de l'"embolicament" de la distribució normal al voltant del cercle unitari. Troba aplicació en la teoria del moviment brownià i és una solució a l'equació de calor per a condicions de contorn periòdiques. Està molt aproximada per la distribució de von Mises, que, a causa de la seva senzillesa matemàtica i tractabilitat, és la distribució més utilitzada en l'estadística direccional.

## Definició
La funció de densitat de probabilitat de la distribució normal envoltada és
{\displaystyle f_{WN}(\theta ;\mu ,\sigma )={\frac {1}{\sigma {\sqrt {2\pi }}}}\sum _{k=-\infty }^{\infty }\exp \left[{\frac {-(\theta -\mu +2\pi k)^{2}}{2\sigma ^{2}}}\right],} on μ i σ són la mitjana i la desviació estàndard de la distribució sense embolcall, respectivament. Expressant la funció de densitat anterior en termes de la funció característica de la distribució normal es produeix:
{\displaystyle f_{WN}(\theta ;\mu ,\sigma )={\frac {1}{2\pi }}\sum _{n=-\infty }^{\infty }e^{-\sigma ^{2}n^{2}/2+in(\theta -\mu )}={\frac {1}{2\pi }}\vartheta \left({\frac {\theta -\mu }{2\pi }},{\frac {i\sigma ^{2}}{2\pi }}\right),} on {\displaystyle \vartheta (\theta ,\tau )} és la funció theta de Jacobi, donada per
{\displaystyle \vartheta (\theta ,\tau )=\sum _{n=-\infty }^{\infty }(w^{2})^{n}q^{n^{2}}{\text{ on }}w\equiv e^{i\pi \theta }} i {\displaystyle q\equiv e^{i\pi \tau }.} La distribució normal envoltada també es pot expressar en termes del producte triple de Jacobi:
{\displaystyle f_{WN}(\theta ;\mu ,\sigma )={\frac {1}{2\pi }}\prod _{n=1}^{\infty }(1-q^{n})(1+q^{n-1/2}z)(1+q^{n-1/2}/z).}{\displaystyle z=e^{i(\theta -\mu )}\,} i {\displaystyle q=e^{-\sigma ^{2}}.}